# Интоксикация
Интоксикация е патологично състояние на отравяне на организма.
Може да се получи от приемането на едно или няколко психотропни лекарства, от консумацията на голяма доза (обикновено) безвредни вещества или при попадането в организма на отрови. Това може да стане съзнателно или несъзнателно. Има няколко начина на попадане на тези вещества – чрез вдишване, чрез поглъщане (храна или напитка) и чрез директно инжектиране в кръвта.
По-конкретно интоксикацията може да бъде:
- алкохолна интоксикация;
- интоксикация с наркотични вещества;
- лекарствено предозиране;
- токсикоза.